# Réserve naturelle de Rinnleiret
La réserve naturelle de Rinnleiret est une réserve naturelle norvégienne située dans les communes de Levanger et Verdal, Trøndelag. Cette zone comprend à la fois une importante prairie de plage, une zone humide et un paysage culturel. Elle est partie intégrante du Système de zones humides du Trondheimsfjorden depuis 2002 et possède depuis le statut de site Ramsar. La région fait partie d'un plus grand delta situé dans les municipalités de Levanger et Verdal. La réserve a une superficie de 2,168 km2 dont environ. 1,2 km2 d'eau souterraine. 
Le site est également l'une des plus grandes zones de delta encore en Norvège qui possède une végétation de prairies salées. On a enregistré 130 espèces de plantes différentes dont deux très rares en Norvège: potamot pectiné et zannichellie des marais. En 2011, on a enregistré 225 espèces d'oiseaux.